# Isopterygium arquifolium
Isopterygium arquifolium là một loài Rêu trong họ Hypnaceae. Loài này được (Bosch & Sande Lac.) A. Jaeger mô tả khoa học đầu tiên năm 1878.